# Extracto estandarizado

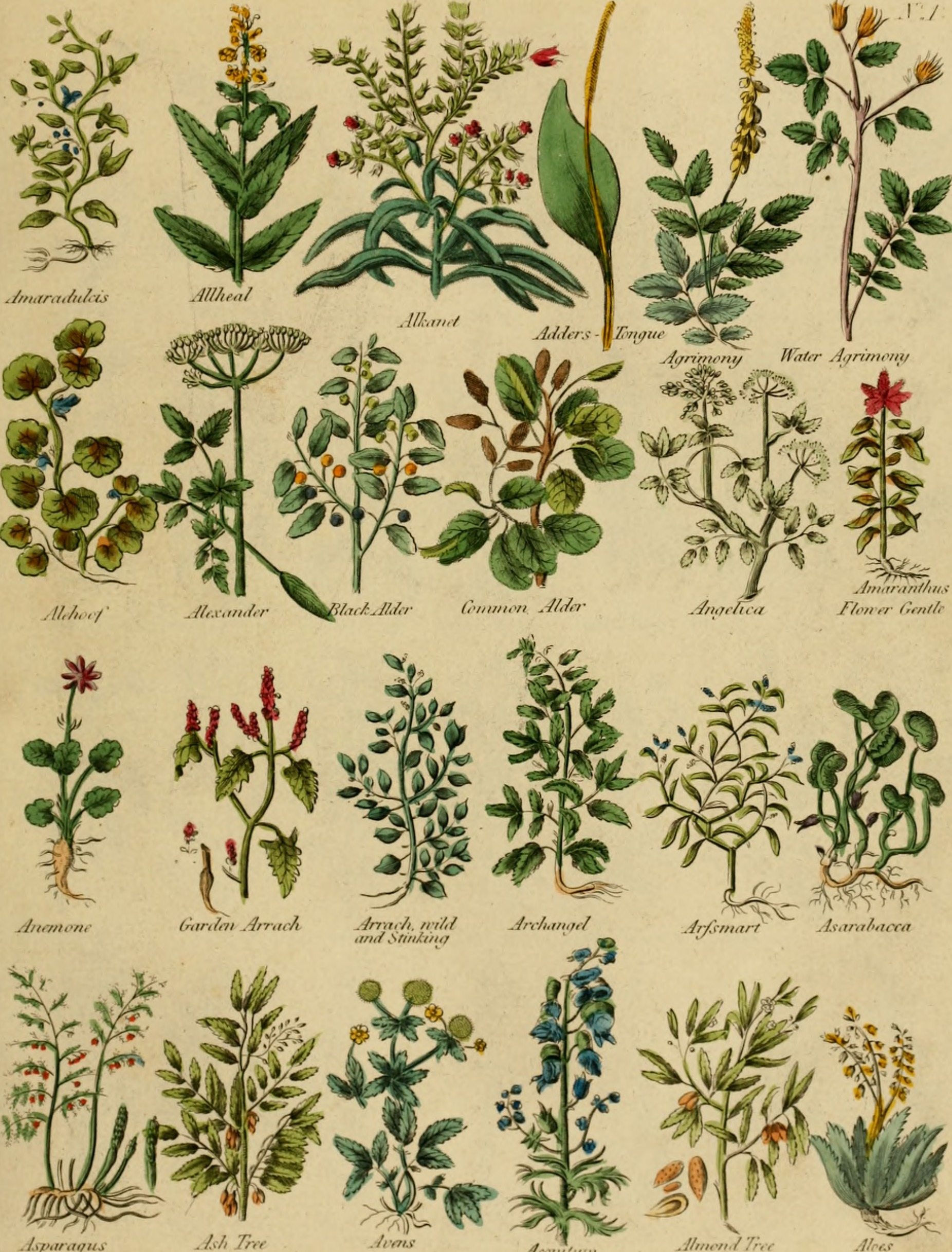
Plantas

Un extracto estandarizado es un extracto de hierba o de animal que tiene uno o más componentes presentes en una cantidad específica garantizada que generalmente se expresa como porcentaje.

## Importancia biomédica
La intención detrás de la estandarización de los componentes es garantizar que el consumidor obtenga un producto en el que la química sea consistente de un lote a otro.

## Antecedentes
Muchos productos provenientes de la botánica tienen efectos farmacológicos conocidos, sin embargo, emplear toda una planta, o partes de ella, para crear un producto, o usarla en tisanas, no puede proveer de la cantidad exacta de principios activos requerida para producir un efecto farmacológico benéfico (o, por el contrario, también se podría terminar en una sobredosis). Es por eso que los científicos han intentado identificar los componentes de una planta que tienen una actividad farmacológica definida en el cuerpo.
Desafortunadamente, aunque los científicos pueden aislar muchos componentes de una hierba y descubrir cómo determinados químicos pueden actuar en el cuerpo, inadvertidamente eliminan o pasan por alto componentes que pueden contribuir a la actividad de la hierba completa. En consecuencia, la estandarización puede concentrar un constituyente a expensas de otros potencialmente importantes, mientras cambia el equilibrio natural de los componentes de la hierba.
Sin embargo, garantizar la potencia de los productos a base de hierbas es mucho más complicado que garantizar la potencia de los medicamentos. La estandarización de fármacos convencionales normalmente indica un rango garantizado de concentración del ingrediente activo conocido, para el cual se ha establecido una clara relación dosis-efecto. Después de la fecha de vencimiento para un lote dado, se espera que el porcentaje del ingrediente activo disminuya por debajo de un valor suficiente para garantizar un efecto terapéutico satisfactorio.
Según la Asociación Norteamericana de Productores de Fitofármacos (AHPA) recientemente ha expandido la definición del término, y ahora estandarizado se refiere al cuerpo de información y controles necesarios para producir materiales de razonable coherencia. Esto se logra a través de la minimización de las variaciones inherentes a la composición de los productos naturales a través de prácticas de aseguramiento de la calidad, aplicados al proceso agrícola y a los procesos de producción de extractos.
En el contexto de la fitoterapia, un extracto estandarizado puede ser bastante simple, tal como la relación entre la materia prima de partida y el extracto obtenido, por ejemplo un extracto 3:1, es donde 3 kg de la droga seca de partida lleva un proceso en el que se obtiene 1 kg de extracto final. Los extractos estandarizados también implican productos derivados de animales (como el extracto seco de bilis de buey, la insulina extraída del cerdo, etc., usados actualmente). Al promover el continuo uso de los estándares en los procesos, el resultado es conocido como extracto estandarizado.
Los extractos estandarizados surgieron de la necesidad de crear un producto uniforme para ser empleado en ensayos clínicos. En términos generales, hay dos tipos. Una se basa en la identificación y cuantificación de un extracto a un compuesto marcador químico característico. 
El segundo, identifica y concentra uno o más como componentes activos, lo que lo acerca al nivel de un aislado químico. Esto significa que otros constituyentes naturales se desplazan a expensas de uno o varios compuestos.
En Europa, son ampliamente reconocidas cuatro categorías de constituyentes relevantes para la estandarización:
1. Componentes con actividad clínica conocida (principios activos)
2. Componentes con actividad farmacológica conocida o que de otra forma contribuyen a la eficacia (marcadores activos)
3. Componentes relevantes para el control de calidad (marcadores analíticos inactivos)
4. Componentes con potencial impacto negativo (marcadores negativos, por ejemplo, alergenos, toxinas)

## Ejemplos de productos estandarizados en el mercado
Plantas
- Etlingera elatior, cuya estandarización se ha propuesto para el componente ácido clorogénico.
- Ginkgo biloba, cuyas hojas se utilizan para la obtención de un extracto estandarizado en flavonoides (24%) y en ginkgólidos-bilobalido (6%) conocido como EGb-761. Dicho extracto ha sido objeto de varias decenas de ensayos en el hombre, principalmente para apreciar su eficacia en casos de «insuficiencia cerebral».[7]
- Huperzia serrata, cuyo extracto se ha estudiado para el tratamiento de la enfermedad de Alzheimer.
- Hypericum perforatum, que se ha estudiado para su uso en pacientes con depresión ligera o moderada con un preparado que contiene, según la especialidad prescrita, 0.45-2.7 mg/día de hipericina.
- Phlebodium aureum, anteriormente 'Polypodium leucotomos, de donde se extrae el PPL-240 que se ha estudiado en terapias tumorales.[8]
- Pygeum africanum (extracto), planta cuyos componentes estandarizados se emplean en la hiperplasia prostática benigna.
- Tinospora cordifolia, planta de donde se saca un extracto estudiado en rinitis alérgica.[9]

Animales
- Pancreatina
- Extracto seco de bilis de buey

Muchos derivados de plantas cuyo principio activo es reconocido hoy son sintetizados en laboratorio entre ellos están
- Morfina,
- Digoxina,
- Paclitaxel
- Vinblastina
- Vincristina, etc.

Otros son ya no derivados directos del animal, sino extraídos de bacterias por técnica de ADN recombinante, como la insulina.